# Ассиньи (Шер)
Ассиньи (фр. Assigny) — коммуна во Франции, находится в регионе Центр. Департамент — Шер. Входит в состав кантона Вайи-сюр-Содр. Округ коммуны — Бурж.
Код INSEE коммуны — 18014.
Коммуна расположена приблизительно в 165 км к югу от Парижа, в 85 км юго-восточнее Орлеана, в 50 км к северо-востоку от Буржа.

## Население
Население коммуны на 2008 год составляло 154 человека.
| 1962 | 1968 | 1975 | 1982 | 1990 | 1999 | 2008 |
| ---- | ---- | ---- | ---- | ---- | ---- | ---- |
| 256  | 294  | 228  | 207  | 172  | 167  | 154  |

## Экономика
В 2007 году среди 102 человек в трудоспособном возрасте (15-64 лет) 76 были экономически активными, 26 — неактивными (показатель активности — 74,5 %, в 1999 году было 66,7 %). Из 76 активных работали 71 человек (40 мужчин и 31 женщина), безработных было 5 (3 мужчин и 2 женщины). Среди 26 неактивных 2 человека были учениками или студентами, 12 — пенсионерами, 12 были неактивными по другим причинам.

## Достопримечательности
- Замок Валле (XVI век). Исторический памятник с 1971 года[3]
- Церковь Сен-Сатюрнен (XII век)

## Фотогалерея
- Замок Валле
- Карта коммуны